# Моргун, Олег Анатольевич
Олег Анатольевич Моргун (укр. Олег Анатолійович Моргун; род. 10 января 1965, Запорожье) — советский и украинский футболист, выступавший на позиции вратаря. С 2014 года тренирует молодёжную команду полтавской «Ворсклы».

## Карьера игрока
Воспитанник запорожского футбола, занимавшийся в местной ДЮСШ. Первый тренер — известный полтавский вратарь Станислав Иванович Басюк. В 1981 году начал карьеру с дубля симферопольской «Таврии», выступавшей в высшей лиге. Спустя год дебютировал в стартовом составе команды. Во время военной службы выступал во второй команде московских армейцев и одесского СКА. В 1987 году стал игроком донецкого «Шахтёра», но не провёл за клуб ни одной встречи.
Летом того же года присоединился к полтавской «Ворскле». После четырёх сезонов в составе клуба переехал в Болгарию, где подписал контракт с победителем местного чемпионата, клубом «Этыр». Под руководством Георги Василева провёл два сезона, успев дебютировать в еврокубках: двухматчевое противостояние с «Кайзерслаутерном» завершилось в пользу немецкой команды (0:2 и 1:1). Играл вместе с Игорем Кисловым.
Накануне начала сезона 1993 перешёл в «Левски», где начал играть в качестве основного вратаря команды, но из-за ошибок в матчах Лиги чемпионов против «Рейнджерс» потерял место в стартовом составе. В чемпионате Болгарии Моргун сыграл шесть матчей, получая игровую практику преимущественно в Кубке Болгарии. В сезоне 1993/94 стал победителем чемпионата и обладателем Кубка Болгарии. По возвращении Здравко Здравкова в команду, стал третьим вратарём.
Летом 1995 года вернулся в «Ворсклу», где был вторым вратарём команды. Спустя четыре года завершил карьеру игрока.

## Тренерская карьера
После завершения карьеры игрока, Моргун начал учиться на футбольного тренера. Первое время был помощником главного тренера, после чего в сезоне 2002/03 руководство клуба доверило ему должность наставника дубля полтавчян. Летом 2003 года в основной команде уволили главного тренера, и роль исполняющего обязанности тренера «Ворсклы» поручили Олегу Моргуну. Под его наставничеством «Ворскла» провела лишь одну игру. После того, как команда определилась с новым руководителем, Моргун стал обучать детей в ДЮСШ им. Горпинка.

## Достижения
«Ворскла»
- Серебряный призёр Второй лиги СССР: 1988
- Бронзовый призёр чемпионата Украины: 1996/97
- Победитель Первой лиги Украины: 1995/96

«Левски»
- Чемпион Болгарии (2): 1993/94, 1994/95
- Обладатель Кубка Болгарии: 1993/94